# Sanders Jackson
Sanders Duwayne Jackson (* 19. März 1967 in Augusta (Georgia)) ist ein ehemaliger US-amerikanisch-niederländischer Basketballspieler.

## Werdegang
Zwischen 1985 und 1989 war Jackson in seinem Heimatland Student und Basketballspieler an der Campbell University im US-Bundesstaat North Carolina. Der 2,04 Meter große Innenspieler wechselte anschließend als Berufsbasketballspieler nach Luxemburg. Dort stand er 1989/90 beim Zweitligisten BBC Amicale Steinsel unter Vertrag. 1990/91 spielte er im selben Land für Black Star Mersch.
Im Spieljahr 1991/92 verstärkte er in den Niederlanden KBS Orca und 1992/93 Jämtland Basket in Schweden. Er war dann wieder in Luxemburg beschäftigt. In der Saison 1996/96 nahm er mit dem BBC Résidence Walferdange am Europapokal der Landesmeister teil.
Jackson war 1996/97 Mitglied der Mannschaft Cees Lubbers im niederländischen Zwolle. 1997/98 spielte er im selben Land für Kroon Renault/Prisma. In der Saison 1998/99 bestritt er elf Spiele für den deutschen Bundesligisten Basket Bayreuth. Jackson kam auf 4,7 Punkte je Begegnung und wurde dann von den Oberfranken aussortiert.
Von 1999 bis 2001 spielte er wieder für Zwolle. Zeitweise war Jackson als Basketballspieler auch in Litauen beschäftigt. Er veröffentlichte des Weiteren Berichte über den Basketballsport in den Niederlanden im Fachmedium Eurobasket.com.